# Lentipes dimetrodon
Lentipes dimetrodon är en fiskart som beskrevs av Watson och Allen, 1999. Lentipes dimetrodon ingår i släktet Lentipes och familjen smörbultsfiskar. Inga underarter finns listade i Catalogue of Life.